# Каммарано, Микеле
Мике́ле Каммара́но (итал. Michele Cammarano; 23 февраля 1835, Неаполь, Королевство Обеих Сицилий — 21 сентября 1920, Неаполь, Королевство Италия) — итальянский живописец, писавший картины в стиле реализма. Автор многочисленных полотен в батальном жанре.

## Биография
Родился в Неаполе 23 февраля 1835 года в семье драматурга и либреттиста Сальваторе Каммарано и его жены Анджелики. В 1853 году поступил в Академию изящных искусств в Неаполе, где обучался у Габриеле Змарджасси и Джузеппе Манчинелли. Влияние на раннее творчество Каммарано оказали Джузеппе и Филиппо Палицци. Дебютировал в 1855 году на выставке Королевского музея Бурбонов в Неаполе картиной «Крестоносцы, вырубающие лес». В 1857 году выставил ещё одну работу «Зимний пейзаж», которая получила одобрение критики.
В 1860 году Каммарано вступил в национальную гвардию, где прослужил год, успев поучаствовать в боевых действиях против разбойников. Полученный опыт привёл его к убеждению в необходимости создания полотен современных ему исторических событий. В 1861 году он участвовал в Национальной выставке во Флоренции, где познакомился с художниками из группы маккьяйоли. К середине 1860-х годов Каммарано становится сторонником реализма в живописи. В 1865 году он переезжает в Рим. В 1869 году он привёз несколько своих картин на выставку в Венецию, за время пребывания в которой им был создан ряд пейзажей и ведут. В марте 1870 года, во время поездки в Париж, художник познакомился с Гюставом Курбе и Теодором Жерико, творчество которых оказалось близким его собственным взглядам на искусство. Вместе с тем его совершенно не заинтересовало творчество импрессионистов.
По возвращении в Рим он писал, главным образом, картины в батальном жанре, самой известной из которых стало его полотно «Битва при Догали». Получив заказ в 1888 году, он завершил работу в 1896 году. В процессе создания большого батального полотна им были сделаны многочисленные этюды. Несколько лет он провёл в Эритрее, чтобы точнее изобразить событие. В январе 1900 года Каммарано возглавил кафедру пейзажа и анималистики в Институте изящных искусств (ныне Академия изящных искусств) в Неаполе. В это время он познакомился и подружился с поэтом Сальваторе Ди Джакомо и несколько раз побывал на Сицилии, где, вдохновлённый местной природой, написал ряд пейзажей. Умер в Неаполе 21 сентября 1920 года.